# Історія в рідній школі
«Історія в рідній школі» — український науково-методичний журнал для вчителів Історії України, всесвітньої історії, правознавства, етики, курсу «Людина і світ».

## Історія та зміст
Заснований у 1996 році у Києві МОН України, НАПНУ та видавництвом «Педагогічна преса». Виходив щомісяця українською мовою. Тираж — 3 тисячі примірників. Видання припинено у 2022 році.
До 2012 мав назву — «Історія в школах України»; до 2014 — «Історія в сучасній школі».
Друкує розпорядження Міністерства освіти та науки, методичні рекомендації щодо викладання соціально-гуманітарних дисциплін, матеріали про розвиток громадянської та правової освіти України. 
Рубрики: «Історична наука — школі», «Історична освіта: зміст, форми, методи», «Методика, практика, досвід», «Пам'ятки минулого — діалог епох і культур», «Дидактичні ігри на уроках історії», «Наука — вчителеві», «Суспільствознавча освіта: зміст, форми, методи».
Головний редактор — Власов В. (з 2002 року). Потім головний редактор — Ладиченко Т..